# Tijuana Gallos Caliente
Tijuana Gallos Caliente war ein mexikanischer Fußballverein mit Sitz in Tijuana, Baja California. 

## Geschichte
Das Franchise entstand im Sommer 2006 durch die Zusammenarbeit des gerade in die erste Liga aufgestiegenen Gallos Blancos de Querétaro FC und der in Tijuana ansässigen Grupo Caliente, Mexikos größtem Anbieter für Sportwetten. Ziel war die Kreation eines Farmteams für den Verein aus Querétaro, das zugleich als Werbeträger für die Grupo Caliente an dessen Firmensitz fungierte und daher die Namen seiner beiden Förderer im Vereinsnamen integrierte. 
Der Verein trat zur Apertura 2006 der zweitklassigen Primera División 'A' bei, belegte in seiner Gruppe den zweiten Platz und stieß in den Liguillas bis ins Halbfinale vor, wo die Mannschaft knapp (0:0 und 0:1) gegen die Petroleros de Salamanca unterlag. 
Weil der Wettanbieter einen Fußballverein anstrebte, den er allein kontrollierte, wurde das gemeinsam gestartete Projekt bereits nach nur einer Halbsaison aufgelöst und die Zweitligalizenz in der Winterpause an den ehemaligen Erstligisten Celaya FC veräußert. Zur gleichen Zeit erwarb die Grupo Caliente die Lizenz der Guerreros de Tabasco und schuf mit dem Club Tijuana Xoloitzcuintles de Caliente seinen eigenen Verein, der bereits in der Rückrunde derselben Saison an den Start ging.

## Bekannte Spieler
- Héctor Valenzuela